# Unfixable
〈unfixable〉(언픽서블)은 일본의 여가수 나카모리 아키나(中森明菜)의 50번째 싱글로 2015년 9월 30일에 발매하였다. (디지털 다운로드, CD: UPCH-5853) 작사와 작곡은 미국의 송라이터인 힐드 왈(Hilde Wahl), 애니타 립스키(Anita Lipsky), 토미 베르(Tommy Berre), 메리에타 콘스탄티누(Marrietta Constantinou)가 담당하였고 유니버설 뮤직 재팬 소속의 레이블인 유니버설 J에서 출시되었다. B사이드 곡은 〈우게츠〉(雨月)로 작사와 작곡, 편곡은 모두 신야 유타카(新屋豊)가 도맡았다.
나카모리 아키나가 2015년 7월, 50세를 맞은 이후 처음 내는 싱글로 통산 50번째 싱글이기도 하다. A사이드 곡인 〈unfixable〉은 미국에서 레코딩 작업을 하고 미국의 송라이터들이 작사, 작곡한 곡으로 가사가 영어로 되어 있으며 싱글의 표제곡이 영어로 된 곡으로 발표된 건 그녀가 데뷔한 후 처음이다. B사이드 곡인 〈우게츠〉는 일본어 가사로 된 곡으로서 나카모리가 5년간의 활동정지 기간 동안 자신의 심정을 가사로 풀어내어 담은 곡으로 스스로 어쩔 도리가 없는 자극과 초조감이 앞섰지만 조금씩 극복하면 작아지면서 한줄기의 빛이 보일 것이다라는 심경으로 작업에 임했다고 설명했다.
2015년 9월 30일, 발매 직후 오리콘 데일리 싱글 차트에 12위로 처음 등장하였다.

## 수록곡
| #            | 제목                                | 작사                                                         | 작곡                                                         | 편곡         | 재생 시간 |
| ------------ | ----------------------------------- | ------------------------------------------------------------ | ------------------------------------------------------------ | ------------ | --------- |
| 1.           | 〈〈unfixable〉〉                   | Hilde Wahl, Anita Lipsky, Tommy Berre, Marrieta Constantinou | Hilde Wahl, Anita Lipsky, Tommy Berre, Marrieta Constantinou |              | 3:18      |
| 2.           | 〈〈우게츠〉(雨月)〉                | 신야 유타카                                                  | 신야 유타카                                                  | 신야 유타카  | 4:12      |
| 3.           | 〈〈unfixable〉 (instrumental)〉    |                                                              |                                                              |              | 3:18      |
| 4.           | 〈〈우게츠〉(雨月 (instrumental))〉 |                                                              |                                                              |              | 4:13      |
| 총 재생 시간 | 총 재생 시간                        | 총 재생 시간                                                 | 총 재생 시간                                                 | 총 재생 시간 | 15:01     |